# Couzon
 Couzon  là một xã ở tỉnh Allier thuộc miền trung nước Pháp.